# Tropicália 2
Tropicália 2 è un album dei compositori brasiliani Caetano Veloso e Gilberto Gil.

## Storia
Il disco fu inciso tra Rio de Janeiro e Salvador de Bahia nella primavera del 1993 ed uscirà 25 anni dopo l'album Tropicália: ou Panis et Circenses del 1968, che i due artisti avevano realizzato e che è considerato il manifesto musicale del movimento chiamato Tropicalismo o appunto Tropicália. I tropicalisti lanciarono il loro CD Tropicalia 2 nel 1993 come sorta di memoria nostalgica dei loro primi esperimenti.
Evidentemente l'album rappresentava la coesistenza di tante culture differenti e, apparentemente, agli antipodi, come quelle brasiliane (fenomeno unico al mondo): un disco ibrido, carico di citazioni geografiche dell'intero paese, dal nordest arido e povero a Bahia con Itapoa, da Ipanema a Brasilia –capitale da incubo costruita nel deserto...

## Tracce
1. Haiti
2. Cinema novo
3. Tradicao
4. As Coisas
5. Aboio
6. Dada
7. Cada Macaco No Seu Galho (Cho Chua)
8. Baiao Atemporal
9. Nossa Gente
10. Rap Popcreto
11. Wait Until Tomorrow
12. Desde Que O Samba E Samba